# Carlia leucotaenia
Espèce
Synonymes
- Heteropus leucotaenia Bleeker, 1860
- Heteropus schlegelii Peters, 1864
- Carlia schlegelii (Peters, 1864)

Carlia leucotaenia est une espèce de sauriens de la famille des Scincidae.

## Répartition
Cette espèce est endémique des Moluques en Indonésie. Elle se rencontre dans les îles de Céram et d'Ambon.

## Étymologie
Le nom spécifique leucotaenia vient du grec leukos, blanc, et de tainia, le ruban, en référence aux lignes blanches de ce saurien.

## Publication originale
- Bleeker, 1860 : Over de reptilïen-fauna van Ceram. Natuurkundig tijdschrift voor Nederlandsch Indië, Batavia, vol. 22, p. 35–38 (texte intégral).